# 莫特馬 (加利福尼亞州)
莫特馬（英語：Mortmar）是位於美國加利福尼亞州河濱縣的一個非建制地區。該地的面積和人口皆未知。

## 地理
莫特馬的座標為33°31′18″N 115°56′09″W / 33.52167°N 115.93583°W，而該地的平均海拔高度為-60米（即-197英尺）。